# Хезериш (Тимиш)
Хезериш (рум. Hezeriș) насеље је у Румунији у округу Тимиш у општини Коштеју. Oпштина се налази на надморској висини од 186 m.

## Прошлост
По "Румунској енциклопедији" место се први пут јавља у документима 1401. године.
Аустријски царски ревизор Ерлер је 1774. године констатовао да место "Хезериш" припада округу и дистрикту Лугож. Становништво је било претежно влашко. У "Хези" је учитељ Теодор Дрегић је 1844. године уплатио 12 ф. 30 кр. у Школски фонд.

## Становништво
Према подацима из 2002. године у насељу је живело 267 становника, од којих су сви румунске националности.